# La Ilustració Llevantina
La Ilustració Llevantina va ser una revista mensual de temàtica artística, literària i política publicada a Barcelona, que aparegué per primer cop el 10 de març de 1900. El seu àmbit d'actuació era Catalunya, València, Mallorca i el Rosselló. El seu primer director va ser Josep Alemany i Borràs. També hi van col·laborar Lluís Domènech i Montaner, Teodor Llorente, Apel·les Mestres, Jaume Pomar i Fuster i Antoni Utrillo, entre d'altres. Entre el 20 de maig i l'1 de novembre de 1900 se'n va interrompre la publicació, que es reprengué amb periodicitat setmanal i finalitzaria definitivament el 16 de desembre de 1901.
Se'n publicaren un total de 36 números dividits en dues etapes: un primer període, amb la publicació de 8 números, i una segona etapa en què la revista torna a numerar-se des del número 1, amb un total de 28 exemplars. Subscriure's a aquesta revista costava un total de 20 pessetes i a l'estranger, 25 francs. Cada revista costava 0,75 pessetes. S'editava a la impremta de Fidel Giró al carrer de València, núm. 311, de Barcelona.

## «Nostres proposits»
A les primeres pàgines del primer número de la revista apareix una declaració editorial anomenada «Nostres proposits», en la qual s'expliquen els propòsits i objectius de l'equip editor: 
«Poden condensarse ab molt poques paraules. Enaltir la nostra terra, remarcant tots els avensos y iniciatives dels seus fills, y constituir un veritable llás d'unió entre tots els homes que verament estiman á sa Patria. Pera conseguir aquest ideal de la manera més ampla possible. LA ILUSTRACIÓ LLEVANTINA estreny en una sola y fraternal abrassada á les terres germanes de la part de llevant d'Espanya que no han oblidat sa llengua propia, quins fills tindrán en aquestes planes ample camp pera comunicarse llurs pensaments y desitjos, y pera donar á conèixer al món enter lo que pot y lo que val el poble que brillá en altre temps sots la direcció paternal del gran rey En Jaume, y lo molt que fer avuy si una ferma y decidida unió sap agermanar ses aspiracions, que no són altres que les de la vera llivertat dels pobles y la del avansament de la humanitat per l'ampla via de la civilisació y cultura modernes. LA ILUSTRACIÓ LLEVANTINA, no pot presentar tot d'un cop lo que constituheix son pensament; però té fermament fet el propósit d'anarse reformant gradualment en bé del públich, fins que arribi á ser, per dret propi, el més enlayrat porta-veu de les terres germanes de Catalunya, Valencia, Mallorca y Rosselló».
En l'últim número figuren els agraïments a tots els participants en el projecte, però no hi consta cap comiat.

## Direcció i col·laboradors
Director
- Josep Alemany i Borràs (Blanes, 1868 - Masnou, 1943)

Editor
- Fidel Giró

Col·laboradors més destacats
- Lluís Domènech i Montaner[3] (Barcelona, 1849-1923)
- Teodor Llorente[4] (València, 1836-1911)
- Apel·les Mestres i Oñós (Barcelona, 1854-1936)
- Jaume Pomar i Fuster[5] (Palma, 1868-1910)
- Antoni Utrillo (Barcelona, 1867-1944)
- Arcadi Casanovas
- Narcís Oller i Moragas[6] (Valls, 1846 - Barcelona, 1930)
- Joan Espiau Bellveser[6] (València, 1853 - 23 d'octubre de 1904)
- Ezequiel Boixet, periodista i escriptor[7]
- Josep Güell i Mercader[8]
- Justí Pepratx[6] (Ceret, 1828 - Perpinyà, 1901)
- Artur Masriera i Colomer[5] (Barcelona, 1860-1929)
- Miquel Costa i Llobera (Pollença, 1854 - Palma, 1922)
- Francesc Mestre i Noè (Tortosa, 1866 - 1940)

## Preus i zones de distribució

### Preus de la primera i segona etapa
| Zona de distribució                  | Preu                           |
| ------------------------------------ | ------------------------------ |
| Espanya i Portugal                   | subscrits, 20 pessetes         |
|                                      | un exemplar sol, 0,75 pessetes |
| Resta continent Europeu              | subscrits, 25 francs           |
| Altres països                        | subscrits, 30 francs           |
| Un número sol a Europa i l'estranger | 1 franc                        |

## Descripció gràfica

### Format
No s'edita en un format estandarditzat perquè, essent una publicació anterior a l'any 1922 i, per tant, a la norma DIN 476 del Deutsches Institut für Normung (Institut Alemany de Normalització) desenvolupada per l'enginyer Walter Porstmann, no hi ha cap patró establert i les mesures aniran variant al llarg del temps. Tot i així, podem observar-hi dues etapes diferenciades, atenent al formatː

| Primera etapa | Segona etapa |
| --- | --- |
| Comprèn els números de l'1 al 8. La família tipogràfica de la font és sempre Times New Roman, excepció feta del títol, més elaborada i exclusiva, dissenyada expressament. Les dimensions són sempre les mateixes, llevat de la portada, els títols dels diferents apartats, l'avís i la contraportada on es troben els passatemps i els anuncis. Hi figuren fotografies i gravats de ciutats i pobles catalans, personatges rellevants, ja siguin religiosos, polítics o aristòcrates, imatges d'obres d'art, dibuixos signats, i ocasionalment caricatures i dibuixos ridiculitzant polítics o figures rellevants. El text i les imatges tenen la mateixa importància ja que de vegades les il·lustracions ocupen un full sencer i es complementen mútuament. | A la segona etapa de la revista va del número 1 al 28. Continua fent-se servir el format Time New Roman i els títols continua tenint el disseny propi amb un format més elaborat i original. Continua mantenint-se el mateix mida de lletra, però la revista en comptes de ser de format de revista de D4 com en la primera etapa, ara serà de D3 com si fos un diari. Continuen apareixent imatges i gravats, i el text esta encapsulat amb línies decoratives que l'envolten on en el primer format no hi eren. |

### Portada
Segueix la mateixa portada des del 10 de març de 1900 fins al 20 de maig de 1900 (Primera etapa).
La portada representa tres dones semblants a les tres gràcies de Botticcelli, representades amb la roba de l'època. És de color taronja amb els relleus de color negre.
- La primera representa les arts plàstiques amb el pinzell i la paleta.
- La segona representa les arts de la música amb una lira.
- La tercera representa les arts de l'escriptura amb un llibre.

La portada va canviar l'1 de novembre de 1900 que comencen la numeració des de l'inici altre cop.
La portada seguirà l'estil que feien els diaris de l'època, amb un color ocre. En la portada destaca el títol amb un format més elaborat.
A l'esquerra del títol sempre col·loquen el logotip de la revista.
Al centre apareix un petit sumari del que inclou cada revista. I a la dreta acostumen a incloure algunes imatges dels temes tractats a l'interior.
A la coberta inclou diferents apartats segons el número de la revista i el seu contingut, sumari, avís, sport, revista de teatres, bibliografia, publicacions rebudes, Qüento ilustrat.
Sempre segueixen el mateix model amb una columna i imatges introduïdes dins del text.
| Primer tipus de portada | Segon tipus de portada |
| ----------------------- | ---------------------- |
|                         |                        |

### Evolució del logotip
| Primera etapa | Segona etapa |
| --- | --- |
| A la primera etapa de la revista que comprèn els números de l'1 al 8, el logotip és més senzill que a la segona etapa. Fa referència als Països Catalans (Catalunya, València, Rosselló i Mallorca). | A la segona etapa on hi ha un total de 28 revistes segueixen el mateix logotip amb el seu significat afegint una tija al logotip en representació de la rosa de Sant Jordi ja que aquesta revista està molt relacionada amb els Jocs Florals. |
| | |

## Continguts

### Ideologia
La revista tenia un lema basat en els seus tres ideals bàsics: la fe, la pàtria i l'amor. Defensava aquests tres ideals per sobre de tot. 
| «                          | …però son fi intern es formar lo carácter de nostre poble al calor de las tres grans ideas escritas en nostre lema: La Fe, la Patria, l'Amor. La Fe, Font de les creencias; la Patria, sempre la mateixa en la successió dels segles y en mitj de las vicissituds que omplen la historia; l'Amor, inagotable en la varietat de sas expansions y en la esplèndida riqueza de sos consols y de sos plahers. | » |
| — La Ilustració Llevantina | |   |

Es tracta d'una revista artística-literària. En la coberta hi diuː 
| «                          | La Ilustracio Llevantina es una revista artistich-literaria de Catalunya, Valencia, Balears y Rosselló. | » |
| — La Ilustració Llevantina | |   |

 Defensen un art propi català, en contra de l'opinió de l'Estat Espanyol. Ferrán Agulló diu unes paraules on es demostren tots aquests plantejaments a: 
| «                                            | Prou debatuda aquesta qüestió en la prempsa diaria, no hem de fer més que apuntarla pera expressar lo desig de que’ls diners que’s gasta la provincia de Barcelona, servescan pera formar una generació d'artistes que sentin l'art catalá, l'art ab relació ab la nostra ánima y les nostres tradicions; …Com cada terra fa sa guerra, cada poble fa son art: l'Estat, ab sa deria uniformista no ha de ficar-se fins a extrafernos l'ánima. | » |
| — Ferrán Agulló, en La Ilustració Llevantina | |   |

Defensen el teatre i li fan publicitat informant dels nous espectacles teatrals que es fan a les diferents ciutats catalanes, com per exemple 
| «                          | El teatre de Novetats va omplirse de gom à gom la nit del estreno de Euda d'Uriac, ópera d'en Vives sobre llibre d'en Guimerá, refundició de la llegenda dramática Les monjes de Sant Aymant. L'obra del inspirat autor de L'Emigrant va obtener un èxit inmens, un dels més grans èxits qu’hem vist á Barcelona. Y al meu enténdre, merescut. | » |
| — La Ilustració Llevantina | |   |

Fomenten la música incorporant partitures d'himnes i cançons populars. Fa referència a la música com "el diví art".
És una revista religiosa cristiana. Fan molts homenatges a Papes, esglésies, col·legis religosos i bisbes, en especial acostumen a destacar els bisbes que ocupen un lloc rellevant relacionat amb l'ensenyament, l'educació i la cultura. En aquesta època l'església tenia una gran influència en tota la societat catalana, fins i tot dominava en l'àmbit educatiu, l'ensenyament, fets que es reflecteixen en els homenatges que fa la revista a diferents àmbits i personatges religiosos. En una revista dediquen 4 pàgines a una secció dedicada a "Lo Col·legi de Sant Jordi" on destaquen els premis que ha rebut aquest col·legi i parlen del seu fundador i director Francisco Flos y Calcat. A més l'article incorpora una partitura d'una cançó de Sant Jordi, considerada una mena d'himne, perquè la cantaven com a oració d'entrada a l'escola.
La revista promou un gran sentiment de defensa de la pàtria, es tracta d'una revista amb un fort sentiment catalanista. Es creuen superiors de la resta d'Espanya, segurament aquests pensaments s'accentuen perquè degut al gran creixement demogràfic que va viure Catalunya per la immigració, va poder començar a actuar com un país avançat. A més a més, també es va distanciar de la resta d'Espanya per la seva bona situació social i econòmica. Aquesta situació privilegiada de Catalunya es deu principalment al fort nucli de Barcelona com a indústria. La resta d'Espanya tindrà problemes econòmics greus que no els permetran avançar en aquest camp. Gradualment Catalunya va anar diversificant la seva producció industrial, a més de la indústria tèxtil començarà a invertir en noves indústries com les químiques (medicaments, adobs, explosius, metal·lúrgia, alimentàries, de paper...). Amb aquestes noves indústries van aconseguir millores en sanitat, higiene i assistència sanitària que van produir un gran avenç en la qualitat de vida dels seus ciutadans. La indústria va garantir la independència de Catalunya, fet que reivindicarà molt la revista. Aconseguir la independència era l'objectiu primordial de la revista.
Aquesta sèrie de factors van influir perquè la població del camp més propera es desplacés cap a Catalunya. La majoria provenien del País Valencià i d'Aragó. Aquesta situació va influir perquè la gent amb arrels catalanes volgués reivindicar la seva pròpia cultura, volien mantenir les seves festes, tradicions i per sobre de tot la seva llengua.
Per aquest fet la revista defensa molt la llengua catalana, la llengua mare dels ciutadans catalans. La valoran més que l'Espanyol perquè en molt pocs indrets es parlava el català.
Busquen la llibertat i la igualtat del pobles catalans (Catalunya, Rosselló, València i Mallorca). Per aquests motius destaquen els llocs més emblemàtics d'aquestes zones.

La revista defensa i reivindica molt els drets dels pagesos. Parla de la problemàtica més greu de l'època en l'àmbit social i laboral. Hi havia conflictes entre els pagesos i els propietaris. El conflicte va arribar fins a tal punt que va haver-hi d'intervenir la policia. Arran d'això sorgiran diferents cooperatives agràries i sindicats de pagesos. Hi ha un article de la revista que comença així: 
| «                          | "Encara que aparentment la qüestió obrera sembla haver cedit una mica en alguns indrets de Catalunya, no hi veyém per desgracia una direcció precisa que puga fer néxer esperances de temps millors y tranquils…" | » |
| — La Ilustració Llevantina | |   |

 continua dedicant bona part de l'article a aquesta problemàtica social.
Estan a favor de la monarquia encara que en alguns articles la critiquen en alguns abusos.
Donen molta importància a la cultura, la comunicació dels pensaments i els desitjos de les persones. Fomenten els jocs florals i Lo Rat-Penat i les tradicions Catalanes.

### Estructura general de la revista
La revista no té una estructura fixa, va varian constantment al llarg dels números però generalment l'estructura i els temes que tracten són els següents:
- Portada
- Sumari
- Croquis barcelonins: tracta els problemes d'actualitat d'actualitat ja siguin polítics i socials, també fa publicitats dels espectacles de moda de la zona. Escrit per Ferran Agulló.
- Notes valencianes: Tracta els costums populars i tradicions valencianes com les falles.
- Crònica mallorquina: Parla de festes populars mallorquines de gran tradició. Les escriu Jaume Pomar y Fuster.
- Revista estrangera: Parla de diferents guerres (destaca les morts d'alguns generals, tracta els plans de campanya...), de les situacions polítiques i econòmiques de diferents països, notícies de la monarquia (casaments, viatges, atemptats...)
- Revista de música: Introdueix partitures d'himnes o melodies amb gran significat patriòtic i catalanista, de vegades esmenten el Liceu i l'Orfeo Català.
- Costums populars: festes dels diferents pobles catalans.
- Dibuixos A. Utrillo: Acostuma a tenir una secció on fa dibuixos relacionats amb la temàtica del número de la revista.
- Dibuixos. Diferents dibuixants que col·laboren amb la revista, segueixen la temàtica del número de la revista.
- Nostres grabats. L'únic requisit és que el gravat tingui relació amb els continguts del número de la revista.
- -Grabat.
- Grabats.
- Publicacions rebudes.
- Crònica de Catalunya: parla de nous espectacles teatrals, les discrepàncies entre Catalunya i l'Estat Espanyol i també d'algunes festes de gran tradició catalanes. Escrit per Ferrán Agulló y Vidal.
- Novetats. Revista mensual per a senyores: Tots els articles estan escrits per Juliette. Parla de París com el centre del mercat de l'elegància, a més recomana i dona consells de la moda del moment i de la vestimenta més adequada per a cada ocasió.
- Revista de teatres: Informa dels diferents espectacles de teatre que es donen a Catalunya.
- Qüentos de per tot arreu: Contes populars recollits a la revista.

### Estructura de la coberta
- Advertència o Avís: Aquesta secció només apareix per informar d'alguns números especials de la revista. En alguns casos és un número fet de qualitat amb paper superior.

## Taula dels temes més destacats
Els temes més importants que tracta la revista en tots els números en general són: sobre la dona, política, art i cultura. Aquests temes els desenvoluparan i parlaran molt relacionant-los sempre amb artistes i fotografies o dibuixos que acompanyen els articles.
| Temes:   | |
| -------- | --- |
| La Dona  | Parlen del centre del mercat universal de modes, és a dir París, més conegut com el centre de l'elegància. Escrit per Juliette. Constantment parlen de la dona i en gairebé tots els articles hi dediquen un apartat. En aquest moment el feminisme es va fent més fort i parlen de la dona defensant els seus drets. Recomana i dona molts consells a les senyores de quina era la vestimenta més adequada per a cada ocasió, com per exemple una ocasió de mig temps, de passejar en cotxe... Parla des dels diferents tipus de pèlls més adients, fins als barrets, passant pels diferents tipus de capes. Dona una informació tan precisa que explica els materials dels que estan fets per si una de les lectores decideix elaborar el barret que més li agradi. |
| Política | Política estrangera: Inculca esperances al nacionalisme. Parla de diferents guerres com la sud-africana. També parla de les situacions de diferents països com Bèlgica, Suècia, Noruega, Orient, Xina i Marroc. Sobretot se centra en el seu estat polític. En alguns números en aquest apartat informen de les notícies més rellevants de la monarquia, com alguns casaments recents o l'estatus dels monarques d'altres països. També dels viatges que fan alguns monarques lluny de les seves terres. En un número va informar amb molt detallisme de l'atemptat patit pel príncep de Gal·les. En altre número parlen de la reina Victòria que critica el luxe davant la pobresa del seu poble. Destaca la situació benestant d'alguns països com Russia, França i Alemanya. També parla de la gran pujada econòmica de la Xina. Fa homenatges a les morts d'alguns generals destacats i parla dels seus plans de campanya. La revista fa referència a llocs de l'estranger com París i altres indrets intercalant il·lustracions. Parlen del que passa en el món, de les guerres, esdeveniments històrics, polítics, socials… Política Espanya:' Aquests tipus d'articles els acostumava a escriure J. Güell y Mercader des de Madrid. Enviava l'informació amb els medis més actuals dels que disposava com el telègraf i el telèfon. Parlava de la política més actual, l'informació estava al dia. Senyala les conseqüències que tenen els actes del govern central respecte als països catalans. Ataca l'ideologia de centralització de l'Estat Espanyol, el critica. Diu que Espanya s'aferra als errors tradicionals. Parla de l'obertura de les noves Corts, però sense gaires esperances de millora de la situació. Tracta els conflictes entre les assemblees de comerciants i productors, que havien de negociar per a arribar a un acord, ja que hi havia una relació força feble. Després aquest apartat passà a dir-se "REVISTA POLÍTICA D'ESPANYA". Tracta de la cancel·lació de les sessions del Parlament Espanyol. Parla de la clausura de les Corts. Està a favor del regionalisme i la descentralització i critica greument la centralització. Pretenia enaltir el sentiment de pàtria del poble. Barcelona: Tracta els problemes d'actualitat de Catalunya com per exemple la qüestió obrera. Explica la crisis que hi va haver on els obrers no tenien feina. Defensen un art propi català en contra de l'opinió de l'Estat Espanyol. Considera que les arts que més triomfen son la pintura i la literatura. Defensen els nous espectacles musicals i teatrals de la zona i els fan publicitat per incrementar el seu èxit. Aquests articles son escrits per Ferran Agulló. Fan una crítica a la burgesia amb diferents il·lustracions acompanyades de frases com per exemple “ Fent la vida de burgès, menjar, beure i no fer res”. Parlen de la política a Espanya dedicant-li sempre un apartat. Expliquen els canvis de Govern, els polítics que intervenien, els pressupostos que hi havien en el país..., combinant-ho amb fotografies i dibuixos. Això ens serveix molt com a font documental del sistema de govern que hi havia en aquella època. Constantment fan vinyetes on critiquen la societat, la política i l'economia. També ens parla de la premsa catalana, els diaris que hi havien a l'època, la ideologia, el nacionalisme… També tracta temes com la assemblea Manresa combinant-l'ha amb una fotografia de l'edifici on es va celebrar. Albert Llanas ens Espriu en algunes ocasions discursos amb diàlegs sobre els diners, aquest manifest ens ajuda a veure l'economia de l'època. També hi ha vinyetes còmiques fetes per A. Utrillo on critiquen la societat d'aquell moment. |
| Cultura  | LES FALLES DE VALÈNCIA Gràcies a l'associació valenciana de Lo-Rat-Penat participen més veïns. Les falles es cremen a la Diada de Sant Joseph. Parla de diferents festes que es feien a Catalunya, Mallorca, el Rosselló i València. Algunes de les festivitats que cita i explica son per exemple: -Dimecres de Cendre citada a la revista número 2 (de la primera part), també parla molt de les festivitats religioses seguint les tradicions de l'església com per exemple la Setmana Santa. Hi ha moltes fotografies de les festivitats que es feien i també alguns poemes com per exemple “el cor de Jesús agonitzant” de A. Masriera i “A una crusificció” de J. Verdaguer. Hi ha un gran domini de la religió cristiana en les festes populars. Un dels números de la revista on tracta molt aquest tema és el 4 (de la primera part). També tracten molt les festes de Mallorca, València i Rosselló i ens indiquen que algunes de les festes eren dedicades a escriptors com per exemple Jeroni Rosselló (ja que era qui s'encarregava d'organitzar les festes populars a Mallorca) combinant-ho amb dibuixos, fotografies i poemes d'altres artistes com per exemple Miquel Costa. Aquest apartat el tracten en diverses revistes sobretot en la número 6 (de la segona part). CRÒNICA MALLORQUINA Parla de festes populars mallorquines de gran tradició. Les escriu Jaume Pomar y Fuster. CRONICA DE CATALUNYA En un número parlen del Carnestoltes i destaquen els carnestoltes de la ciutat de Vilanova, molt coneguts per la seva animació i diversió. Excursions: Parla de diferents excursions que es fan a Catalunya, València, Rosselló i Mallorca. També ens dibuixen un mapa comarcal de Catalunya creat pel director del col·legi Sant Jordi (Francisco Flos) on l'anomenen molt al llarg de la revista. També en la revista número 8 (de la primera part) ens explica una excursió a Alacant i a Cardona amb fotografies dels paisatges i explicant les vivències viscudes. |
| Art      | ART INDUSTRIAL Don Gaspar Homar s'encarrega d'escriure aquest article. En una plana s'encarrega d'enaltir i valorar l'art industrial català. Diu que tot Europa es fixa en l'art industrial català per la seva gran modernitat i originalitat sobretot en els mobles moderns. Ens parlen constantment d'obres artístiques i de diferents autors. També cita constantment l'art industrial que és molt important en aquella època. En aquest art hi havia una gran producció de làmpades decorades amb un gran valor artístic on també surten fotografiades en la revista. Dona gran importància a la Música (citant el Liceu de Barcelona) com per exemple en la revista número 2 (de la primera part) i al teatre on ens redacten alguns petits fragments de les obres. A més a més fomenta l'estudi de les Belles Arts citant i fotografiant escoles com per exemple l'Escola de Belles Arts de València. Pels artistes els jocs Florals eren molt importants i per això ens explica algunes de les obres guanyadores com ara "¡Joya de la joya” “Note rival” de paller i Trullol. També fan homenatges a escriptors i artistes que han destacat molt com ara Don Joaquim Rubio on jugarà un paper molt important en el camp de la literatura provençal escrivint moltes obres de diferents gèneres. Un exemple que ens posen es un poema d'ell “Lo gayter del Llobregat”. També a altres artistes com Ramon Llull amb una petita bibliografia o un altre de Carles Sabater. Un altre camp de la literatura que tracten són els contes on ens escrivien algun fragment com ara “Quadret d'interior” de E. Boixet en el número 8 (primera part). El camp de l'art pictòric també té gran rellevància i sovint fan dibuixos o caricatures. MONESTIR DE POBLET Imatge de la planta baixa del Monestir de Poblet. Inclou un Resum Històric. Descriu els entaulaments, les cúpules, la biblioteca, les columnes, les fonts, les portes, tot això acompanyat per algunes fotografies. JOCHS FLORALS -De València. -De Barcelona. -Parla dels diferents premis. REVISTA DE MÚSICA Parla del Liceu i l'Orfeo Català. Defensen la música com un art diví, la consideren sagrada. L'AIGLON -Teatre francès. L'ADORACIÓ DELS TRES REYS Pintura al fresc de la seu de València. |